# Johann Schop
Johann Schop (o. 1590 – 1667) var en tysk musiker og kapelmester, som var virksom i Wolfenbüttel, København og Hamborg.
Johann Schop var en af sin tids bedste violinister og beherskede tillige med færdighed instrumenterne lut, basun og zink. I 1615 blev han medlem af kapellet i Wolfenbüttel, men fik allerede i november samme år ansættelse i Christian 4.s hofkapel. Efter at have forladt dette i marts 1619 på grund af pesten trådte han i hamborgsk tjeneste og blev stillet i spidsen for det musikkorps, som stadens råd underholdt.
Christian 4. satte stor pris på hans talent og undlod aldrig, når han kom i nærheden af Hamborg, at kalde ham til sig for at høre ham spille. Blandt de fremmede musikere, der medvirkede ved de store musikopførelser i anledning af prins Christians bryllup 1634, var også Schop. Han opholdt sig ved denne lejlighed i København fra juli til oktober og modtog ved sin hjemrejse til Hamborg en anselig pengegave af kongen.
Som komponist vandt Schop især yndest ved sine sange. Mange af hans melodier til digte af Johann Rist, Jacob Schwieger, Philipp v. Zesen og andre hamborgske digtere gik over i den tyske menighedssang.
Werde munter, mein Gemüthe ("Nu velan, vær frisk til mode") har holdt sig i den danske kirke indtil vore dage.
Schop afgik ved døden 1664 (el. 1665).